# Ernest Bong
Ernest Bong (ur. 29 lutego 1984 w Vanuatu) – vanuacki piłkarz, bramkarz występujący w vanuackim klubie Amicale FC. W reprezentacji Vanuatu jak dotąd rozegrał 7 meczów.